# (35352) Texas
(35352) Texas est un astéroïde de la ceinture principale.

## Description
(35352) Texas est un astéroïde de la ceinture principale. Il fut découvert le 7 août 1997 à Needville par William G. Dillon et Randy Pepper. Il présente une orbite caractérisée par un demi-grand axe de 2,35 UA, une excentricité de 0,24 et une inclinaison de 1,6° par rapport à l'écliptique.

## Compléments